# Емілі Блеквелл
Емілі Блеквелл (англ. Emily Blackwell; 8 жовтня 1826, Бристоль — 7 вересня 1910, Йорк Кліффс) — англо-американська лікарка, акушерка. Третя жінка, котра здобула докторський ступінь з медицини у США, і друга жінка, котра здобула цей ступінь в Університеті Кейс Вестерн резерв.

## Біографія
Народилася 8 жовтня 1826 року в Бристолі. У 1832 році її сім'я емігрувала до США, у 1837 поселилась поруч з Цинциннаті в Огайо. Взявши за приклад наполегливість в навчанні своєї старшої сестри Елізабет, Емілі старанно вивчала медицину і здобула докторський ступінь з медицини у 1854 році. У 1857 році сестри Блеквелл і Марія Закревська заснували New York Infirmary for Indigent Women and Children. Емілі Блеквелл від початку відповідала за управління шпиталем і велику частину пожертв, які поступали на його адресу. Вона керувала шпиталем 40 років, контролюючи операції, доглядала за хворими і вела бухгалтерський облік. Блеквелл їздила до Олбані, щоб запевнити законодавців забезпечувати лікарню за рахунок фондів, що гарантувало б тривалу фінансову стабільність. Вона перетворила інститут, який розташовувався в орендованому  16-кімнатному приміщенні, у повноцінну лікарню. У 1874 році ця лікарня обслуговувала понад 7000 осіб за рік.
Під час Громадянської війни у США Елізабет та Емілі Блеквелл допомагали організовувати жіночу Центральну асоціацію допомоги, котра підбирала медичний персонал і навчала його, зокрема медсестер, для воєнної служби. Емілі та Елізабет Блеквелл разом з Мері Лівермор також відіграли важливу роль у розвитку санітарної комісії США.
Після війни, у 1868 році, сестри Блеквелл створили жіночий медичний коледж у Нью-Йорку. Емілі стала професоркою акушерства, а у 1869 році, коли Елізабет переїхала до Лондона, щоб допомогти організовувати Лондонську школу медицини для жінок, стала деканом коледжу. У 1876 році інститут став трирічним, а у 1893 — чотирирічним коледжем. У 1899 році у коледжі навчалося 364 жінки-лікарки.
З 1883 року Емілі Блеквелл проживала зі своєю партнеркою по роботі Елізабет Кушир, котра теж працювала лікаркою в лікарні. Вони пішли на пенсію на початку XX століття. Після поїздки за кордон на рік-півтора вони провели наступну зиму у їхньому домі у Монтклер, штат Нью-Джерсі, а літо — у штаті Мен. 
Емілі Блеквелл померла 7 вересня 1910 року в Йорк Кліффс, штат Мен, через кілька місяців після смерті її сестри Елізабет в Англії.